# Nusch Éluard
Nusch Éluard (* 21. Juni 1906 in Mülhausen; † 28. November 1946 in Paris; gebürtig Maria Benz) war eine deutsch-französische Schauspielerin, Modell, Varietékünstlerin und eine Muse der Surrealisten. Sie war die zweite Ehefrau des Dichters Paul Éluard.

## Leben
Nusch Éluard in Fotografien und Gemälden
(externe Weblinks)
- Dora Maar: Les années vous guettent (Nusch Eluard), 1932
- Man Ray: Sonia Mossé et Nusch Éluard, 1936
- Lee Miller: Nusch Éluard in a car, Mougins, Frankreich, 1937
- Pablo Picasso: Nusch Éluard, Öl auf Leinwand, 1937
- Pablo Picasso: Nusch Éluard, Kohle und Zeichenstift auf Leinwand, 1938

Maria Benz, genannt „Nusch“, begann ihre Karriere in Berlin als Darstellerin in Theater- und Varieté-Inszenierungen. Auf der Bühne spielte sie kleinere Rollen in Stücken von August Strindberg. Um 1920 posierte sie als Fotomodell für Postkarten. Ab 1920 trat sie als Akrobatin, Hypnotiseurin und Darstellerin am Théâtre du Grand Guignol in Paris auf und arbeitete als Fotomodell. 1929 spielte sie am Zürcher Schauspielhaus und lernte Max Bill kennen, der vom Bauhaus Dessau nach Zürich zurückkehrte, sie heiraten wollte und ihr nach dem Libretto von Franz Blei Das Nusch-Nuschi (1921), eine einaktige Oper komponiert von Paul Hindemith, den Namen „Nusch“ gab, den sie später beibehielt. 1930 ging sie zurück nach Frankreich und lernte René Char und Paul Éluard kennen, die sie in den Kreis der Pariser Surrealisten einführten. Zu dieser Zeit posierte sie als Modell für Man Ray. Mitte der 1930er Jahre veröffentlichte Man Ray die Bücher Facile (mit Paul Éluard, 1935) und La Photographie n’est pas l’art  (mit André Breton, 1937), in denen er solarisierte Aktfotografien von Nusch Éluard verwendete. Mit Paul Éluard, der sich gerade von seiner Ehefrau Gala getrennt hatte – die Ehe wurde 1932 geschieden –, begann sie eine Liebesbeziehung. Nusch und Paul Éluard heirateten 1934, nur eine Woche nach der Hochzeit von André Breton und Jacqueline Lamba, um die gegenseitige freundschaftliche Verbundenheit zu unterstreichen. Nur vier Jahre später sollte Breton Paul Éluard aus der Gruppe der Surrealisten verbannen.

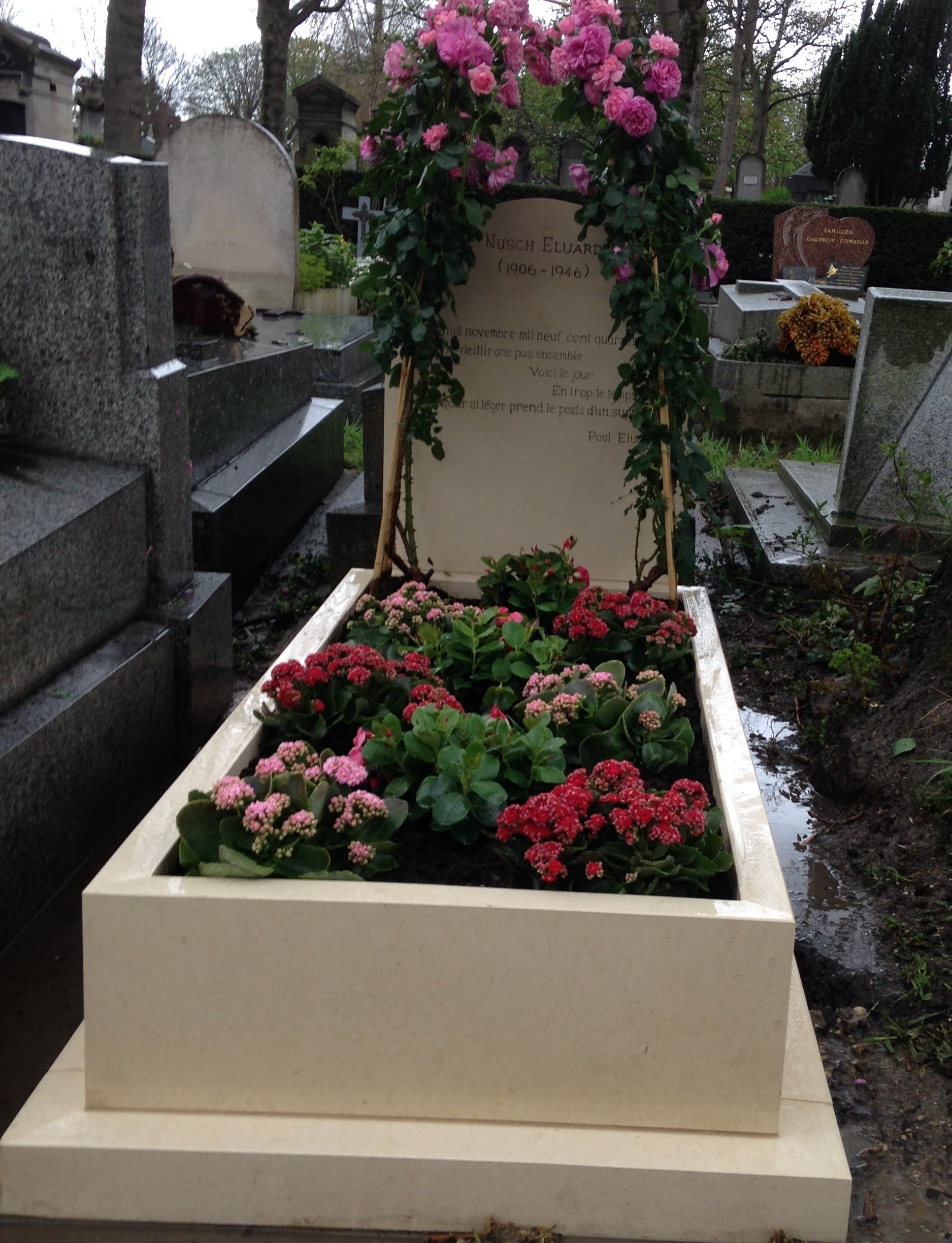
Das Grab von Nusch Éluard auf dem Cimetière du Père-Lachaise

Aus einem Treffen mit Pablo Picasso entstand eine weitere nachhaltige Freundschaft. Gemeinsam mit Picasso, dessen damaliger Lebensgefährtin Dora Maar, sowie Man Ray, Adrienne „Ady“ Fidelin, Roland Penrose und Lee Miller  verbrachten die Éluards ihre Sommerferien in Mougins, Picassos späterem Alterssitz. Die Fotografin Dora Maar und Nusch waren gute Freundinnen. Maar hatte bereits in den 1930er Jahren einige Porträtfotografien von ihr gefertigt, und auch für Picasso saß Nusch später für einige Porträtmalereien Modell. Zeitweise soll sie eine Affäre mit ihm gehabt haben.
Um 1940 lebten die Éluards in Paris. Mit der Besetzung durch die Deutschen schlossen sie sich der Résistance an. 1942 trat Paul Éluard wieder der PCF, der kommunistischen Partei Frankreichs, bei; währenddessen verteilte Nusch seine subversiven Gedichte, versteckt in Bonbonschachteln. 
Am 28. November 1946 brach Nusch Éluard mit einem Gehirnschlag in Paris auf offener Straße tot zusammen. Sie wurde dort auf dem Cimetière du Père-Lachaise (Division 84) beigesetzt.